# Cnesterodon decemmaculatus
Cnesterodon decemmaculatus es un pez de la familia de los pecílidos en el orden de los ciprinodontiformes.

## Morfología
Los machos pueden alcanzar los 2,5 cm de longitud total y las hembras los 4,5 cm.

## Distribución geográfica
Es una especie nativa de Sudamérica, encontrándose en Argentina, sur de Brasil, Uruguay. Ha sido introducida en Chile.
En Argentina se la suele llamar "Madrecita de Agua" o "Madrecita de Río" generalmente son usadas como control de larvas de mosquitos e insectos en estanques ornamentales y alimento vivo para peces carnívoros como las pirañas.

## Amenazas
Un estudio realizado por investigadores argentinos encontró que la exposición crónica a plaguicidas elaborados con base en clorpirifós y glifosato tiene un impacto negativo sobre diferentes indicadores de esta especie. El estudio concluyó que la presencia combinada de uno o más plaguicidas en los cursos de agua dulce aumentan en general los riesgos de daños para esta especie.